# جودي جيل
جودي جيل (بالإنجليزية: Jodi Jill)‏ هي كاتِبة أمريكية، ولدت في 29 يناير 1971 في ألبرت ليا في الولايات المتحدة.